# Meinard Tydeman (1741-1825)
Meinard Tydeman (Zwolle, 20 maart 1741 – Leiden, 1 februari 1825) was een jurist, historicus en de eerste wetenschapper die colleges over de Nederlandse taal gaf.

## Leven en werk
Meinard was de zoon van Hendrik Willem Tydeman en Johanna Onkruidt. Hij bezocht de Latijnse school in Zwolle en ging daarna naar het Athenaeum Illustre in Deventer. Hij studeerde vanaf 1757 rechten in Utrecht, waar hij leerling van Petrus Wesseling, Christoph Saxe, Jacob Voora en Friedrich Houck was. Met enkele andere studenten richtte hij het dichtgenootschap ‘Dulces ante omnia Musae' op, dat zich bezighield met taalkunde. In 1762 promoveerde hij.
Tydeman is drie keer getrouwd geweest. Uit die huwelijken zijn tien kinderen voortgekomen die met name bekend zijn. In 1767 trad hij in het huwelijk met Barbara Maria Rosseyn (1744-1776), met wie hij drie kinderen kreeg; Rosseyn was een zus van hoogleraar Johannes Theodorus Rossijn. In 1777 trouwde hij met Sophia Theodora de Beveren (1751-1789), bij wie hij drie zonen en twee dochters verwekte. In 1794 trouwde Tydeman, na het overlijden van Sophia, met Hermanna Hugenholz (1763-1835), met wie hij twee zonen en één dochter kreeg waaronder Petrus Hermannus (1798-1868), de vader van Meinard Tydeman (1827-1906).
Tydeman werkte kort als leraar in Rotterdam en werd in 1763 rector van het gymnasium in Leeuwarden. Van daaruit werd hij in november 1764 hoogleraar geschiedenis, retorica en Griekse literatuur aan de Universiteit van Harderwijk (oratie 1765). Na weer een jaar werd Tydeman in 1766 hoogleraar rechten aan de Universiteit Utrecht. Zijn verblijf in Utrecht was succesvol. Tydeman was twee keer rector van de Utrechtse universiteit: van 1770-1771 en van 1783-1784. Ook wetenschappelijk was Tydeman productief, onder andere met een uitgave van De Jure Belli et Pacis van Hugo de Groot. Tussen 1790 en 1795 was Tydeman griffier van de provincie Overijssel. Vanwege Tydemans sympathie voor het huis Oranje kreeg hij professionele problemen. Via Kampen trok hij in 1801 naar Leiden, waar hij werkzaam was in de universiteitsbibliotheek. Tussen 1801 en 1814 stelde hij samen met zijn zoon en met John Bake een 22-delige catalogus van de bibliotheekcollectie samen. In 1814 werd hij in Leiden benoemd tot hoogleraar.

## Publicaties van Meinard Tydeman
- De Lucii Ulpii Marcelli Jureconsulti vita et scriptis. Utrecht 1762
- Oratio de copilanda literarum et morum elegantia. Leeuwarden 1763
- Oratio aditialis de necessario Historiarum, Eloquentiae, Graecique sermonis in Belgica studio ad egregiam eius civem formandum. Harderwijk 1765
- Theses philologicae miscellae. Harderwijk 1765
- Oratio de Jurisprudentiae naturalis fimbus regundis. Utrecht 1766
- Tydemanni et Hieronymi van Alphen, Diatribe Academica de eo, quod justum est corca tori et mensae separationem. Utrecht 1767
- Similis Diatribe et Jo. Kneppelhout de violenta defensione alterius. Ibid. 1769. 4o.
- Oratio de luxu civibus et civitati noxio. Utrecht 1761
- Thomas Shaw, Reizen en Aanmerkingen etc. Utrecht 1773
- Tydemanni et Simon Brand van Someren, Diatribe Acad. de Legibus positivis divinis Universalibus. Utrecht 1774
- I.I. Björnstähl, Reizen door Europa en het Oosten etc. Utrecht 1776-1784, 6 Bde.
- Syntagma dissertationum ad philosophiam moralem pertinentium. Utrecht 1777
- Oratio de Jurisprudentiae naturalis fimbus regundis. Utrecht 1766
- Verdediging van het berigt aangaande Abauzit. Utrecht, 1779, tegen den brief aan de schrijvers der Nederl. Bibliotheek
- Quaestiones et Aphorismo ex Jurisprudentia naturali. Utrecht 1781
- Hugo Grotius de Jure Belli et Pacis, cum Not. Variorum et L. Barberacui. Utrecht 1783
- Enchiridion studiosi Jurisprudentiae naturalis. Utrecht 1789
- Diatribe Acad. una cum Constantino van der Velden defensi de origine Dominii ejusque extension. Utrecht 1789
- Verdediging van het Advys enz. Ook vindt men zijn consilium in Causa Criminali, in de Gerechtshandelingen der Crimin. Proced. van den Adv.-Fiscaal der Hoogheid van de Provincie Overijssel, tegen Mr. A. Vosding van Befervorde 1789, en in Verzameling van Placaten, Resolutiën en andere authentyke stukken enz. D. IX, p. 68-94. Kampen, 1789.

## Publicaties over Meinard Tydeman
- Friedrich Julius Otto: Die Gesammtliteratur Niederlands, oder Leben und Wirken der holländischen Schriftsteller seit dem dreizehnten Jahrhundert bis auf unsere Zeit. Verlag des bibliographischen Instituts, Hildburghausen-Amsterdam-Philadelphia, 1838, Sp. 441
- Van Kuyk: Meinard Tydeman. (I). In: Petrus Johannes Blok, Philipp Christiaan Molhuysen: Nieuw Nederlandsch Biografisch Woordenboek (NNBW) Instituut voor Nederlandse Geschiedenis (ING), A.W. Sijthoff, Leiden, 1912, Dl. 2, Sp. 1464
- Abraham Jacob van der Aa: Biographisch woordenboek der Nederlanden, bevattende levensbeschrijvingen van zoodanige personen, die zich op eenigerlei wijze in ons vaderland hebben vermaard gemaakt. Uitg. J.J. Van Brederode, Haarlem, 1874, dl. 18, pag. 253
- Matthijs Siegenbeek: Geschiedenis der Leidsche hoogeschool. J. Luchtmans, Leiden 1832, dl. 2, pag. 254
- Jan Christiaan Kobus, Willem G.H. de Rivecourt: Beknopt biographisch handwoordenboek van Nederland : behelzende de levensbeschrijvingen van vele personen, die zich in Nederland hebben bekendgemaakt, onder medewerking van anderen, bijeengebragt door J. C. Kobus en W. de Rivecourt. Uitg. van Someren, Zutphen, 1861, dl. 3, pag. 98
- Gedenkschriften, in de hedendaagsche talen. Pieper & Ipenbuur, Amsterdam 1826, dl. 3, pag. 37
- Tijdschrift voor Biografie 1 (2012) nr. 2: Meinard Tydeman. Bijdragen van Alpita de Jong, Leen Dorsman, Henk Verkuyl, Peter van Zonneveld en Joris van Eijnatten.
- Jan Noordegraaf, 'Over taal en maatschappij in de achttiende eeuw. Het werk van Meinard Tydeman (1741-1825)'. Neerlandica Wratislaviensia 21, pag. 87-100. Wroclaw: Wydawnictwo Uniwerstetu Wroclawskiego 2012.(= Acta Universitatis Wratislaviensis 3472). (ISSN 0239-6661/08600-0716).(http://dare.ubvu.vu.nl/handle/1871/51310).
- Jan Noordegraaf, 'De Tydeman these. Taalkunde in Nederland A.D. 1766'. Addenda. Artikelen voor Ad Foolen. Onder redactie van Sander Lestrade, Peter de Swart & Lotte Hogeweg. Nijmegen: Radboud University 2015, 305-319.(ISBN 9789090290904).(https://repository.ubn.ru.nl/handle/2066/141617).